# Congreso de Laibach

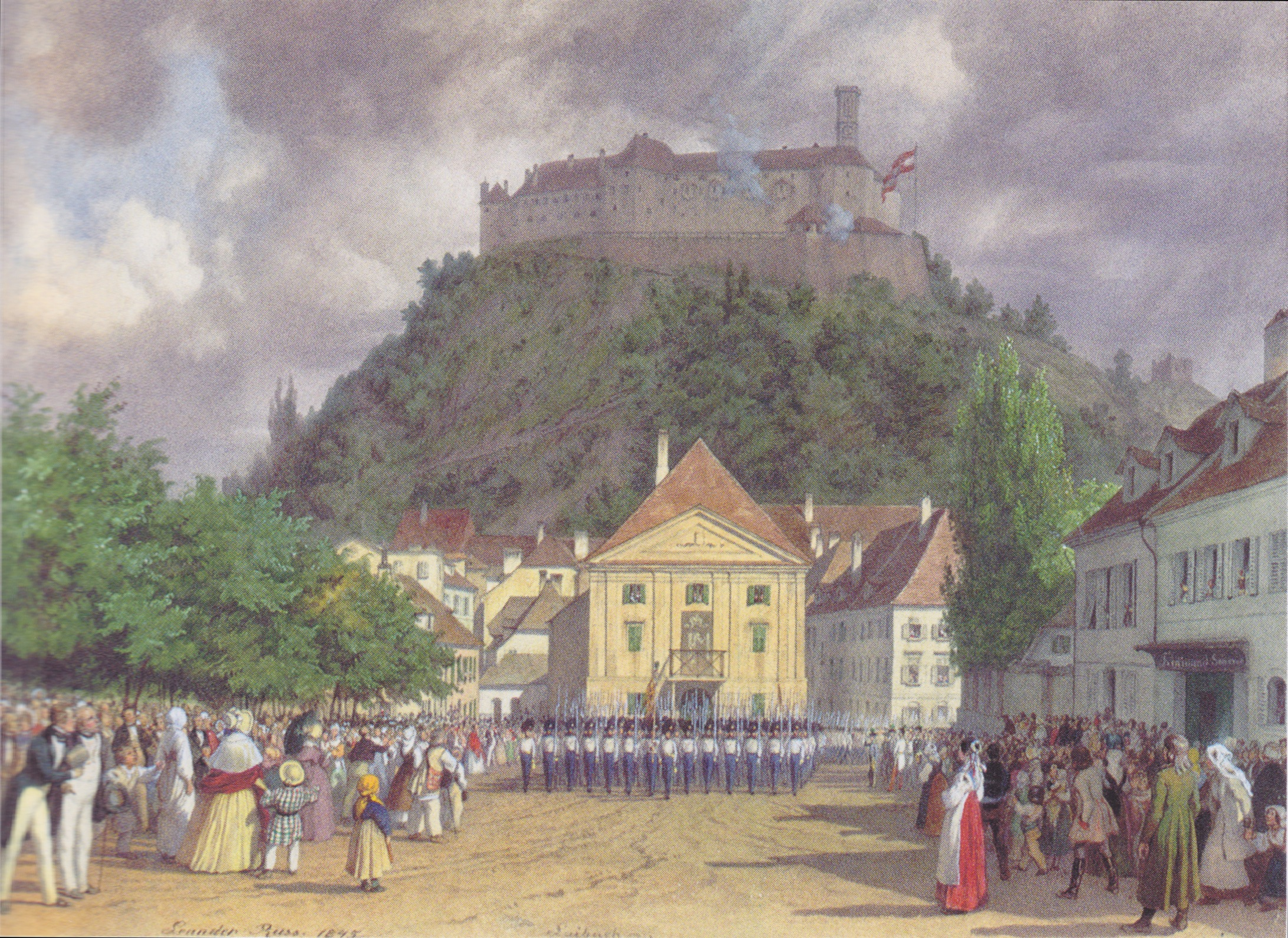
Congreso de Laibach

El Congreso de Laibach, que tuvo lugar en Laibach (Liubliana) entre el 26 de enero y el 12 de mayo de 1821, fue una de la serie de congresos o conferencias de recurrente convocatoria de la época denominada Europa de los Congresos o Restauración Europea, posterior al Congreso de Viena de 1815, en que los soberanos aliados en la Santa Alianza o sus representantes procuraban sofocar los movimientos revolucionarios. En esta ocasión se trató la necesidad de intervenir en el reino de Dos Sicilias con motivo de la revolución de 1820.